# Wisdom of the Crowd - Nella rete del crimine
Wisdom of the Crowd - Nella rete del crimine (Wisdom of the Crowd) è una serie televisiva statunitense, creata da Ted Humphrey e basata sull'omonima serie israeliana, ideata da Shira Hadad e Dror Mishani.
La serie ha debuttato negli Stati Uniti d'America sul canale CBS il 1º ottobre 2017. Il 27 novembre 2017 la serie viene cancellata dopo una stagione, in seguito alle accuse di molestie sessuali che hanno coinvolto Jeremy Piven.

## Trama
Un innovatore tecnologico crea un centro all'avanguardia di crowd-sourcing per risolvere l'omicidio di sua figlia, oltre a rivoluzionare la risoluzione del crimine a San Francisco.

## Episodi
| Stagione       | Episodi | Prima TV USA | Prima TV Italia |
| -------------- | ------- | ------------ | --------------- |
| Prima stagione | 13      | 2017-2018    | 2018            |

## Personaggi e interpreti
- Jeffrey Tanner, interpretato da Jeremy Piven.[6]
- Detective Tommy Cavanaugh, interpretato da Richard T. Jones.[7]
- Sara Morton, interpretata da Natalia Tena.[8]
- Josh Novak, interpretato da Blake Lee.[9]
- Alex Hale, interpretata da Monica Potter.[10]
- Tariq Bakari, interpretato da Jake Matthews.[8]

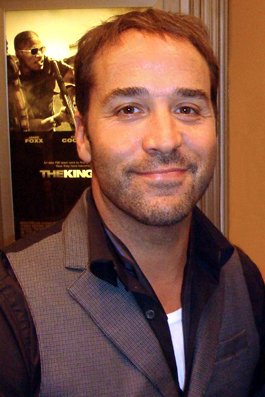
Jeremy Piven
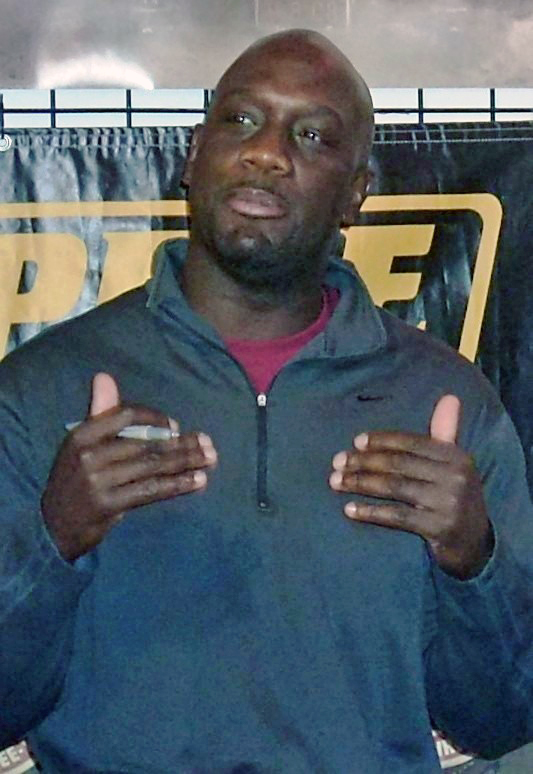
Richard T. Jones
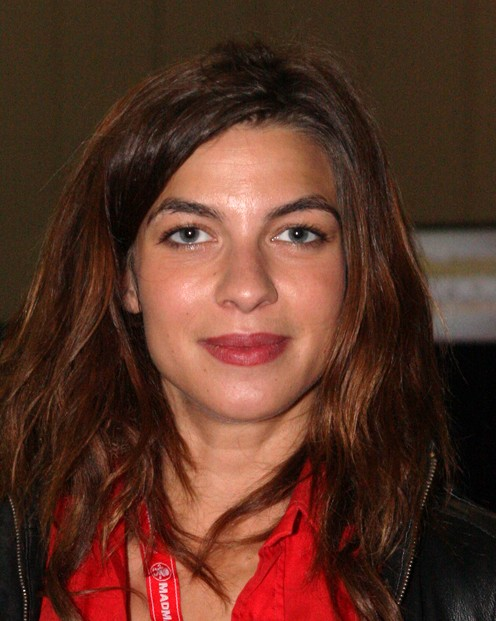
Natalia Tena
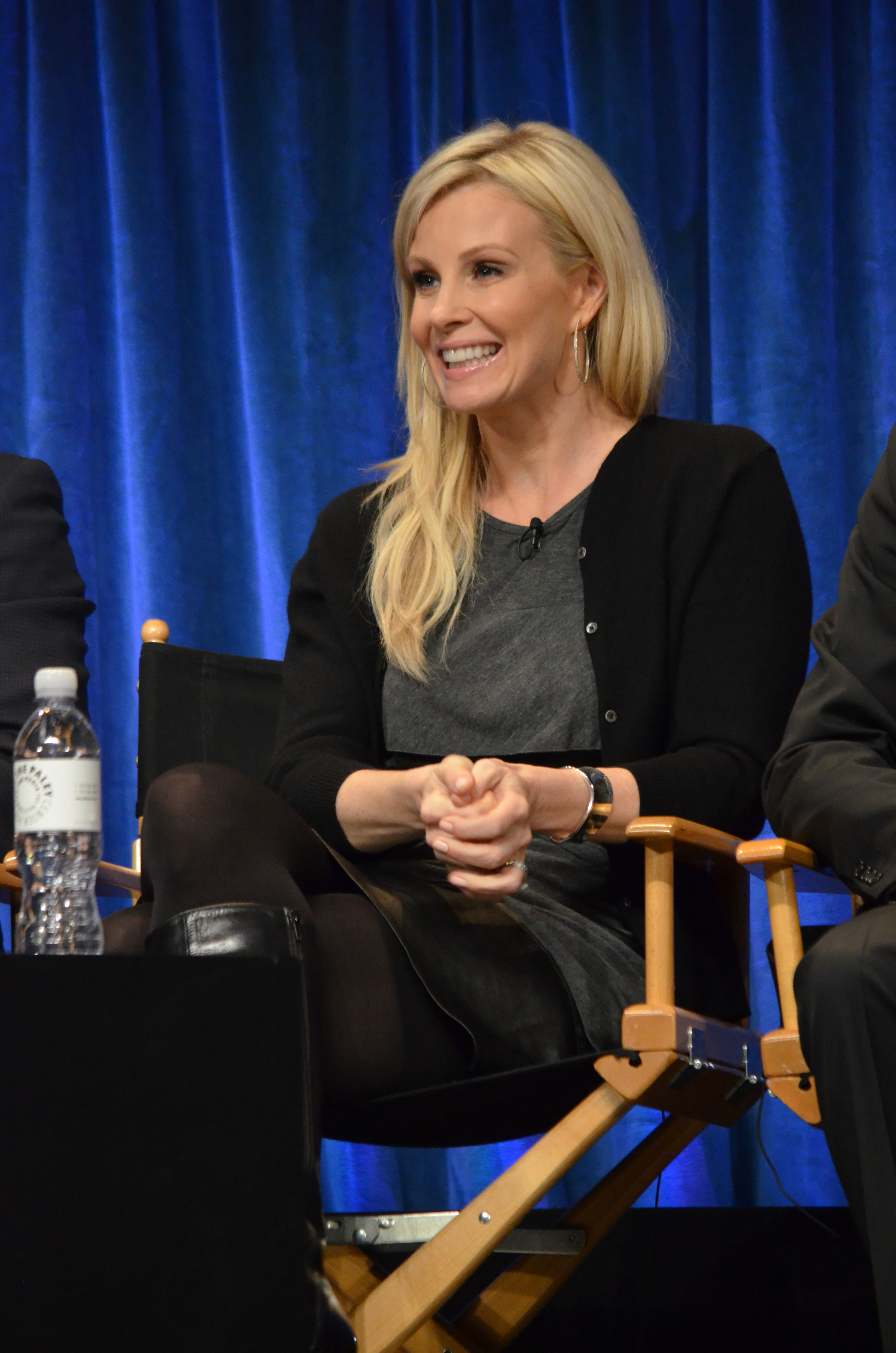
Monica Potter

## Accoglienza

### Critica
La serie è stata accolta negativamente dalla critica. Su Rotten Tomatoes ha un indice di gradimento del 28% con un voto medio di 4.6 su 10, basato su 18 recensioni. Il commento del sito recita "Wisdom of the Crowd spreca un cast di talento in un dramma procedurale scontato che oscilla tra ritorni modesti e risate involontarie". Su Metacritic, invece, ha un punteggio di 35 su 100, basato su 17 recensioni.